# Angelica (groupe)
Pour les articles homonymes, voir Angelica (homonymie).
Angelica est un groupe féminin de punk rock britannique, originaire de Lancaster, en Angleterre. Holly Ross (chant et guitare), Brigit Colton (basse), Claire Windsor (guitare) et Rachel Parsons (batterie) ont formé le groupe alors qu'elles étaient toujours à l'école, en 1994. Leur musique trouve ses influences dans la musique punk avec un mélange de surf rock, sur des paroles féministes.

## Biographie
Depuis leur premier EP Teenage Girl Crush sur le label indépendant Deceptive Records en 1997, elles ont eu une présence constante sur la scène rock indépendante, faisant diverses apparitions, telles l'émission radiophonique The Evening Session sur la BBC Radio 1. Après des désaccords avec le management de Deceptive Records, elles changent de label pour Fantastic Plastic. En août 1999, leur single Why Did You Let My Kitten Die? est noté chanson alternative de l'année par le public de l'Evening Session. Le single qui suit, en novembre 1999, Bring Back Her Head, atteint la huitième place des classements britanniques. Le groupe termine cette année une Peel Session. 
En 2002, Angelica accomplit une tournée européenne avec Babes In Toyland et participent au festival musical Ladyfest. Leur premier album The Seven Year Itch est d'ailleurs enregistré et produit par Kat Bjelland, des groupes Babes in Toyland et Katastrophy Wife.

## Membres
- Holly Ross - chant principal, guitare
- Claire Windsor - guitare
- Brigit Colton - chant, basse
- Rachel Parsons - batterie, percussions

## Discographie

### Album studio
- 2002 : The Seven Year Itch

### EP et singles
- 1997 : Teenage Girl Crush
- 1999 : Why Did You Let My Kitten Die
- 1999 : Bring Back Her Head
- 2000 : The End of a Beautiful Career (EP)
- 2000 : Take Me I'm Your Disease'